# Mafadi
Der Mafadi ist ein Berg in Südafrika und Lesotho. Die Grenze zwischen Südafrika und Lesotho verläuft über seinen Gipfel.
Der Mafadi ist 3450 Meter hoch. Er ist damit der höchste Berg in Südafrika und nach dem Thabana Ntlenyana der zweithöchste Berg der Drakensberge, in deren Zentralregion er liegt. Als Teil des uKhahlamba-Drakensberg-Park, einem südafrikanischen Nationalpark, gehört er seit dem Jahr 2000 zu den geschützten Naturdenkmälern der Weltkulturerbe-Liste der UNO.

## Routen zum Gipfel
Der Mafadi ist erschlossen. Bergwanderungen erfolgen meist vom Basislager Injasuthi (auf der südafrikanischen Seite) aus über Marble Bath und Leslie’s Pass zum Gipfel, der aus einem etwa 20 Meter hohen Gesteinsturm besteht. Die Touren dauern zwischen drei und vier Tagen.